# Deutsche Derny-Meisterschaften
Die Deutsche Derny-Meisterschaften werden seit 1978 ausgetragen, zunächst nur für Männer, seit 2023 auch für Frauen. Dernyrennen sind eine Disziplin des Bahnradsports.
Die Meisterschaft wurde in den ersten Jahren mit Punktwertungen ausgetragen, d. h.  während der Gesamtdistanz des Rennens wurden Punktwertungen ausgetragen. Sieger des Rennens wurde das Gespann, das nach Abschluss des Rennens die höchste Anzahl an Punkten erzielt hatte, ohne dabei einen Rundenrückstand auf die Konkurrenten verzeichnet zu haben. Später wurde die Deutsche Dernymeisterschaft auf Endspurt bestritten, d. h. das Gespann, das nach Ablauf der ausgeschriebenen Distanz als Erstes den Zielstrich überquerte, hatte gewonnen.
Von 2001 bis 2013 wurde diese Meisterschaft nicht ausgerichtet. Ab 2014 ist sie wieder in das Meisterschaftsprogramm des Bund Deutscher Radfahrer aufgenommen. Elf Mal ging der Dernytitel an Fahrer, die dem Stehermetier zugerechnet werden konnten, wie z. B. Rainer Podlesch, Carsten Podlesch und Mario Vonhof. Insgesamt achtzehn Mal aber siegten klassische Bahnfahrer, wie z. B. Peter Vonhof, Uwe Messerschmidt, Michael Marx, Leif Lampater oder Achim Burkart.
Der erfolgreichste Rennfahrer mit 4 Titeln ist Achim Burkart, gefolgt von Rainer und Carsten Podlesch, Uwe Messerschmitt sowie Mario Vonhof mit jeweils drei Titeln. Die erfolgreichsten deutschen Derny-Schrittmacher auf nationaler Ebene sind der zweifache Derny-Europameister Christian Ertel und Peter Bäuerlein mit jeweils sechs Deutschen Meistertiteln. Danach folgen Dieter Durst mit fünf, Helmut Baur mit vier sowie der Hannoveraner Wolfgang Kruskop mit drei Siegen.

## Siegerliste der Männer
| - 2025 Tim Torn Teutenberg (hinter Thomas Funck) - 2024 Henri Uhlig (hinter Gerd Gessler) - 2023 Moritz Augenstein (hinter Christian Ertel) - 2022 Moritz Augenstein (hinter Christian Ertel) - 2021 Henri Uhlig (hinter Gerd Gessler) - 2020 Marcel Franz (hinter Peter Bäuerlein) - 2019 Achim Burkart (hinter Christian Ertel) - 2018 Achim Burkart (hinter Christian Ertel) - 2017 Achim Burkart (hinter Christian Ertel) - 2016 Achim Burkart (hinter Christian Ertel) - 2015 Stefan Schäfer (hinter Peter Bäuerlein) - 2014 Leif Lampater (hinter Peter Bäuerlein) - 2001–2013 nicht ausgetragen - 2000 Mario Vonhof (hinter Helmut Baur) - 1999 Mario Vonhof (hinter Helmut Baur) - 1998 Mario Vonhof (hinter Helmut Baur) - 1997 Uwe Messerschmidt (hinter Christian Dippel) - 1996 Carsten Podlesch (hinter Peter Bäuerlein) - 1995 Torsten Rellensmann (hinter Peter Bäuerlein) - 1994 Uwe Messerschmidt (hinter Helmut Baur) | - 1993 Lars Teutenberg (hinter Walter Schuhmacher) - 1992 Carsten Podlesch (hinter Dieter Durst) - 1991 Carsten Podlesch (hinter Dieter Durst) - 1990 Stefan Steinweg (hinter Ehrenfried Rudolph) - 1989 Stefan Steinweg (hinter Ehrenfried Rudolph) - 1988 Uwe Messerschmidt (hinter Wolfgang Kruskop) - 1987 Roland Günther (hinter Heinz Theisen) - 1986 Roland Renn (hinter Dieter Durst) - 1985 Roland Günther (hinter Heinz Theisen) - 1984 Michael Marx (hinter Wolfgang Kruskop) - 1983 Rainer Podlesch (hinter Dieter Durst) - 1982 Axel Bokeloh (hinter Rolf Miehe) - 1981 Jürgen Blasel (hinter Hans Wilhelm Werner) - 1980 Rainer Podlesch (hinter Dieter Durst) - 1979 Rainer Podlesch (hinter Wolfgang Kruskop) - 1978 Peter Vonhof (hinter Hans Wilhelm Werner) |

## Siegerliste der Frauen
| - 2025 Messane Bräutigam (hinter Peter Bäuerlein) - 2024 Lena Charlotte Reißner (hinter Marcel Möbus) - 2023 Lena Charlotte Reißner (hinter Marcel Möbus) |